# Velika nagrada Emilia Romagne
Velika nagrada Emilia Romagne je automobilistička utrka Formule 1 koja se prvi put održala 2020. na stazi Imola. Utrka je uvrštena u kalendar tijekom 2020., nakon niza otkazivanja drugih utrka Formule 1 zbog pandemije koronavirusa, a ime je dobila po regiji gdje se nalazi sama staza Imola.

## Pobjednici
| Godina | Vozač          | Bolid          | Lokacija |
| ------ | -------------- | -------------- | -------- |
| 2020.  | Lewis Hamilton | Mercedes       | Imola    |
| 2021.  | Max Verstappen | Red Bull-Honda | Imola    |
| 2022.  | Max Verstappen | Red Bull-RBPT  | Imola    |

## Vanjske poveznice
- Emilia-Romagna - Stats F1